# Matka (Lüganuse)
Matka − wieś w Estonii, w prowincji Virumaa Wschodnia, w gminie Lüganuse.